# Wang Xiaodong (secrétaire du parti communiste)
Pour les articles homonymes, voir Wang (patronyme) et Wang.
Wang Xiaodong, (chinois : 王小东), né  en  janvier 1962 est un homme politique chinois. Il est premier secrétaire du PCC à Nanning, capitale de la Région autonome du Guangxi, après avoir été celui de la ville de Beihai.

## Biographie
Wang est né en 1962 dans le xian de Lingqiu (province du Shanxi). Il est diplômé du département Politique du Collège militaire de Shijiazhuang où il obtient un master en ingénierie. Il intègre le parti communiste en 1980. Il exerce diverses fonctions militaires dans la Région militaire de Pékin (en), dans le district de mobilisation de Pékin. Il sert ensuite dans la Fédération panchinoise des coopératives d'approvisionnement et de commercialisation, comme secrétaire puis comme responsable de la supervision.
En mars 2005, il est secrétaire adjoint du parti de la ville de Qinzhou dans le Guangxi. En avril 2007, il est directeur adjoint du Département Organisation du parti de cette province. En février 2009, il est nommé chef du parti de la ville de  Beihai. En décembre 2013, il est membre du Comité permanent du Comité du parti de la région autonome du Guangxi. Le 26 mai 2015, il est promu chef du parti de la ville Nanning, remplaçant Yu Yuanhui (en) disgracié à la suite de soupçons de corruption.